# Yueyaquan
Yueyaquan (Chinees: 月牙泉; pinyin: Yuèyá Quán), ook bekend als Crescent Lake in het Engels, is een klein, halvemaanvormig natuurlijk meer in een oase aan de rand van de woestijn zo'n 6 kilometer ten zuiden van de stad Dunhuang, in de Chinese provincie Gansu.
Het meer bestaat waarschijnlijk al meer dan 2000 jaar. Doordat de watertafel in de tweede helft van de 20e eeuw begon te zakken, daalde ook het waterpeil van Crescent Lake. De overheid greep in 2006 in en nu stijgt het water jaarlijks steeds een beetje.
De oase, met een pagode naast het meer, is een populaire toeristische bestemming. Hoewel de oase omringd wordt door hoge duinen (de Singing Sand Dunes genaamd), en dus in het midden van de woestijn lijkt te liggen, bevindt de toegang tot Yueyaquan zich in feite op slechts tien minuten rijden van de stad Dunhuang.